# Khristo Stoyanov
Hristo Stoyanov (em búlgaro:  Христо Стоянов; 5 de julho de 1953) é um ex-jogador de voleibol da Bulgária que competiu nos Jogos Olímpicos de 1980.
Em 1980, ele fez parte da equipe búlgara que conquistou a medalha de prata no torneio olímpico, no qual atuou em todas as seis partidas.